# Atletisme als Jocs Olímpics d'Estiu de 1924 - 4x100 metres relleus masculins
Els 4x100 metres relleus masculins va ser una de les proves del programa d'atletisme disputades durant els Jocs Olímpics de París de 1924. La prova es va disputar el 12 i 13 de juliol de 1924 i hi van prendre part 60 atletes de 15 nacions diferents.

## Medallistes
| Or                                                                         | Plata                                                                         | Bronze                                                                       |
| Estats UnitsLoren Murchison · Louis Clarke · Frank Hussey · Alfred LeConey | Regne UnitHarold Abrahams · Walter Rangeley · William Nichol · Lancelot Royle | Països BaixosJan de Vries · Jacob Boot · Harry Broos · Marinus van den Berge |

## Rècords
Aquests eren els rècords del món i olímpic que hi havia abans de la celebració dels Jocs Olímpics de 1924.
| Rècord del Món | 42.2 | Charley Paddock Jackson Scholz Loren Murchison Morris Kirksey | Anvers (BEL) | 22 d'agost de 1920 |
| Olympic Record | 42.2 | Charley Paddock Jackson Scholz Loren Murchison Morris Kirksey | Anvers (BEL) | 22 d'agost de 1920 |

En la primera sèrie l'equip del Regne Unit va establir un nou rècord del món amb un temps de 42.0 segons. Aquest rècord fou igualat en la tercera sèrie per l'equip dels Països Baixos. En la sisena sèrie l'equip dels Estats Units va millorar el rècord del món amb un temps de 41.2 segons. L'endemà ells mateixos el tornaren a millorar amb un temps de 41.0 segons en semifinals i la final.

## Resultats

### Sèries
Les sèries es van disputar el dissabte 12 de juliol de 1924. Els dos millors equips passaven a semifinals.
Sèrie 1
| Posició | Atletes                                                                                     | Temps | Qual. |
| ------- | ------------------------------------------------------------------------------------------- | ----- | ----- |
| 1       | Harold Abrahams, Wilfred Nichol, Walter Rangeley, Lancelot Royle (GBR)                      | 42.0  | Q WR  |
| 2       | Argyris Karagiannis, Konstantinos Pantelidis, Alexandros Papafingos, Ioannis Talianos (GRE) | 46.1  | Q     |

Sèrie 2
| Posició | Atletes                                                                     | Temps | Qual. |
| ------- | --------------------------------------------------------------------------- | ----- | ----- |
| 1       | Lawrence Beets, George Dustan, Howard Kinsman, Christiaan Steyn (RSA)       | 42.8  | Q     |
| 2       | Larry Armstrong, Cyril Coaffee, George Hester, Anthony Vince (CAN)          | 43.0  | Q     |
| 3       | José María Larrabeiti, Joan Junquera, Félix Mendizábal, Diego Ordóñez (ESP) | 44.2  |       |

Sèrie 3
| Posició | Atletes                                                              | Temps | Qual. |
| ------- | -------------------------------------------------------------------- | ----- | ----- |
| 1       | Jaap Boot, Harry Broos, Jan de Vries, Marinus van den Berge (NED)    | 42.0  | Q =WR |
| 2       | Ferenc Gerő, Lajos Kurunczy, László Muskát, Gusztáv Rózsahegyi (HUN) | 42.6  | Q     |
| 3       | Väinö Eskola, Reijo Halme, Lauri Härö, Anton Husgafval (FIN)         | 42.6  |       |

Sèrie 4
| Posició | Atletes                                                                     | Temps | Qual. |
| ------- | --------------------------------------------------------------------------- | ----- | ----- |
| 1       | Karl Borner, Heinz Hemmi, Josef Imbach, Victor Moriaud (SUI)                | 42.2  | Q     |
| 2       | Ernesto Bonacina, Giovanni Frangipane, Pietro Pastorino, Enrico Torre (ITA) | 42.8  | Q     |
| 3       | Otto Diesch, Félix Escobar, Guillermo Newberry, Camilo Rivas (ARG)          | 44.0  |       |

Sèrie 5
| Posició | Atletes                                                        | Temps | Qual. |
| ------- | -------------------------------------------------------------- | ----- | ----- |
| 1       | Kurt Branting, Nils Engdahl, Thor Österdahl, Curt Wiberg (SWE) | 43.8  | Q     |
| 2       | Kaj Jensen, Poul Schiang, Henri Thorsen, Mogens Truelsen (DEN) | 44.0  | Q     |

Sèrie 6
| Posició | Atletes                                                           | Temps | Qual. |
| ------- | ----------------------------------------------------------------- | ----- | ----- |
| 1       | Louis Clarke, Frank Hussey, Alfred LeConey, Loren Murchison (USA) | 41.2  | Q WR  |
| 2       | Maurice Degrelle, Albert Heise, André Mourlon, René Mourlon (FRA) | 44.5  | Q     |

### Semifinals
Les semifinals es van disputa el diumenge 13 de juliol de 1924. Els dos millors equips passaven a la final.
Semifinal 1
| Posició | Atletes                                                                                     | Temps | Qual. |
| ------- | ------------------------------------------------------------------------------------------- | ----- | ----- |
| 1       | Louis Clarke, Frank Hussey, Alfred LeConey, Loren Murchison (USA)                           | 41.0  | Q WR  |
| 2       | Karl Borner, Heinz Hemmi, Josef Imbach, Victor Moriaud (SUI)                                | 42.2  | Q     |
| 3       | Larry Armstrong, Cyril Coaffee, George Hester, Anthony Vince (CAN)                          | 43.3  |       |
| 4       | Argyris Karagiannis, Konstantinos Pantelidis, Alexandros Papafingos, Ioannis Talianos (GRE) | 45.2  |       |

Semifinal 2
| Posició | Atletes                                                                     | Temps | Qual. |
| ------- | --------------------------------------------------------------------------- | ----- | ----- |
| 1       | Harold Abrahams, Wilfred Nichol, Walter Rangeley, Lancelot Royle (GBR)      | 41.8  | Q     |
| 2       | Ferenc Gerő, Lajos Kurunczy, László Muskát, Gusztáv Rózsahegyi (HUN)        | 42.4  | Q     |
| 3       | Ernesto Bonacina, Giovanni Frangipane, Pietro Pastorino, Enrico Torre (ITA) | 42.9  |       |
| 4       | Kaj Jensen, Poul Schiang, Henri Thorsen, Mogens Truelsen (DEN)              | 43.8  |       |

Semifinal 3
| Posició | Atletes                                                               | Temps | Qual. |
| ------- | --------------------------------------------------------------------- | ----- | ----- |
| 1       | Jaap Boot, Harry Broos, Jan de Vries, Marinus van den Berge (NED)     | 42.2  | Q     |
| 2       | Maurice Degrelle, Albert Heise, André Mourlon, René Mourlon (FRA)     | 42.5  | Q     |
| 3       | Kurt Branting, Nils Engdahl, Thor Österdahl, Curt Wiberg (SWE)        | 43.0  |       |
| 4       | Lawrence Beets, George Dustan, Howard Kinsman, Christiaan Steyn (RSA) | 43.6  |       |

### Final
La final es va disputar el diumenge 13 de juliol de 1924.
| Posició | Atletes                                                                | Temps    |
| ------- | ---------------------------------------------------------------------- | -------- |
| 1       | Frank Hussey, Louis Clarke, Alfred LeConey, Loren Murchison (USA)      | 41.0 =WR |
| 2       | Harold Abrahams, Wilfred Nichol, Walter Rangeley, Lancelot Royle (GBR) | 41.2     |
| 3       | Jaap Boot, Harry Broos, Jan de Vries, Marinus van den Berge (NED)      | 41.8     |
| 4       | Ferenc Gerő, Lajos Kurunczy, László Muskát, Gusztáv Rózsahegyi (HUN)   | 42.0     |
| 5       | Maurice Degrelle, Albert Heise, André Mourlon, René Mourlon (FRA)      | 42.2     |
| —       | Karl Borner, Heinz Hemmi, Josef Imbach, Victor Moriaud (SUI)           | DSQ      |